# Liste der Orte im Unstrut-Hainich-Kreis
Diese Liste enthält alle Orte (Städte, Gemeinden und Ortsteile) im thüringischen Unstrut-Hainich-Kreis.
| Ort                         | Gemeinde                  | Einwohner (ca.) |
| --------------------------- | ------------------------- | --------------- |
| Altengottern                | Unstrut-Hainich           | 1.100           |
| Alterstedt                  | Unstrut-Hainich           | 200             |
| Ammern                      | Unstruttal                | 1.350           |
| Aschara                     | Bad Langensalza           | 490             |
| Bad Langensalza, Stadt      | Bad Langensalza           | 13.690          |
| Bad Tennstedt, Stadt        | Bad Tennstedt             | 2.560           |
| Blankenburg                 | Blankenburg               | 128             |
| Bollstedt                   | Mühlhausen/Thüringen      | 1.000           |
| Bothenheilingen             | Nottertal-Heilinger Höhen | 466             |
| Bruchstedt                  | Bruchstedt                | 260             |
| Dachrieden                  | Unstruttal                | 300             |
| Diedorf                     | Südeichsfeld              | 1.250           |
| Dörna                       | Unstruttal                | 385             |
| Eckardtsleben               | Bad Langensalza           | 246             |
| Eigenrieden                 | Mühlhausen/Thüringen      | 500             |
| Eigenrode                   | Unstruttal                | 320             |
| Faulungen                   | Südeichsfeld              | 500             |
| Felchta                     | Mühlhausen/Thüringen      | 840             |
| Flarchheim                  | Unstrut-Hainich           | 447             |
| Görmar                      | Mühlhausen/Thüringen      | 1.050           |
| Grabe                       | Mühlhausen/Thüringen      | 600             |
| Großballhausen              | Ballhausen                | 500             |
| Großengottern               | Unstrut-Hainich           | 2.274           |
| Großmehlra                  | Nottertal-Heilinger Höhen | 500             |
| Großurleben                 | Urleben                   | 220             |
| Großvargula                 | Großvargula               | 740             |
| Großwelsbach                | Bad Langensalza           | 315             |
| Grumbach                    | Bad Langensalza           | 286             |
| Hallungen                   | Südeichsfeld              | 236             |
| Haussömmern                 | Haussömmern               | 240             |
| Henningsleben               | Bad Langensalza           | 257             |
| Herbsleben                  | Herbsleben                | 2.800           |
| Heroldishausen              | Unstrut-Hainich           | 206             |
| Heyerode                    | Südeichsfeld              | 2.291           |
| Hildebrandshausen           | Südeichsfeld              | 425             |
| Hohenbergen                 | Nottertal-Heilinger Höhen | 180             |
| Hollenbach                  | Mühlhausen/Thüringen      | 296             |
| Höngeda                     | Mühlhausen/Thüringen      | 800             |
| Hornsömmern                 | Hornsömmern               | 136             |
| Horsmar                     | Unstruttal                | 600             |
| Illeben                     | Bad Langensalza           | 274             |
| Issersheilingen             | Nottertal-Heilinger Höhen | 137             |
| Kaisershagen                | Unstruttal                | 400             |
| Kammerforst                 | Kammerforst               | 860             |
| Katharinenberg              | Südeichsfeld              | 100             |
| Kirchheilingen              | Kirchheilingen            | 817             |
| Kleinballhausen             | Ballhausen                | 400             |
| Kleinkeula                  | Unstruttal                | 100             |
| Kleinurleben                | Urleben                   | 220             |
| Kleinvargula                | Herbsleben                | 250             |
| Kleinwelsbach               | Nottertal-Heilinger Höhen | 136             |
| Klettstedt                  | Bad Langensalza           | 223             |
| Körner                      | Körner                    | 1.500           |
| Kutzleben                   | Kutzleben                 | 380             |
| Langula                     | Vogtei                    | 1.070           |
| Lengefeld                   | Unstruttal                | 831             |
| Lengenfeld unterm Stein     | Südeichsfeld              | 1.259           |
| Lützensömmern               | Kutzleben                 | 260             |
| Marolterode                 | Marolterode               | 342             |
| Mehrstedt                   | Nottertal-Heilinger Höhen | 280             |
| Menteroda                   | Unstruttal                | 1.700           |
| Merxleben                   | Bad Langensalza           | 481             |
| Mittelsömmern               | Mittelsömmern             | 232             |
| Mühlhausen/Thüringen, Stadt | Mühlhausen/Thüringen      | 33.750          |
| Mülverstedt                 | Unstrut-Hainich           | 729             |
| Nägelstedt                  | Bad Langensalza           | 730             |
| Neunheilingen               | Nottertal-Heilinger Höhen | 494             |
| Niederdorla                 | Vogtei                    | 1.363           |
| Oberdorla                   | Vogtei                    | 2.161           |
| Obermehler                  | Nottertal-Heilinger Höhen | 500             |
| Oppershausen                | Oppershausen              | 332             |
| Österkörner                 | Körner                    | 100             |
| Reiser                      | Unstruttal                | 400             |
| Saalfeld                    | Mühlhausen/Thüringen      | 200             |
| Schierschwende              | Südeichsfeld              | 100             |
| Schlotheim, ehemalige Stadt | Nottertal-Heilinger Höhen | 3.550           |
| Schönstedt                  | Unstrut-Hainich           | 1.220           |
| Seebach                     | Mühlhausen/Thüringen      | 800             |
| Sollstedt                   | Unstruttal                | 100             |
| Sundhausen                  | Sundhausen                | 385             |
| Thamsbrück, ehemalige Stadt | Bad Langensalza           | 1.041           |
| Tottleben                   | Tottleben                 | 151             |
| Urbach                      | Unstruttal                | 300             |
| Volkenroda                  | Körner                    | 180             |
| Waldstedt                   | Bad Langensalza           | 108             |
| Weberstedt                  | Unstrut-Hainich           | 576             |
| Wendehausen                 | Südeichsfeld              | 750             |
| Wiegleben                   | Bad Langensalza           | 390             |
| Windeberg                   | Mühlhausen/Thüringen      | 250             |
| Zaunröden                   | Unstruttal                | 120             |
| Zimmern                     | Bad Langensalza           | 351             |

## Weitere Ortsteile
- Zu Bad Langensalza gehört das Dorf Ufhoven, das inzwischen mit dem Stadtgebiet verschmolzen ist.
- Zu Bad Tennstedt gehört die Vorstadt Osthöfen, die mit dem Stadtgebiet verschmolzen ist.
- Zu Mühlhausen/Thüringen gehören die Gehöfte Schröterode, Sambach, Pfafferode und Weidensee sowie der Wohnplatz Waldfrieden.
- Zum Ortsteil Obermehler der Stadt Nottertal-Heilinger Höhen gehört die Siedlung Pöthen.
- Zu Unstruttal gehören der Weiler Beyrode, der Schacht Pöthen und die Lengefelder Warte.

- Karte mit allen verlinkten Seiten:
- OSM |
- WikiMap